# Hyalopontius typicus
Hyalopontius typicus is een eenoogkreeftjessoort uit de familie van de Megapontiidae. De wetenschappelijke naam van de soort werd in 1909 voor het eerst geldig gepubliceerd door Georg Ossian Sars.